# Крупајско врело
44° 11′ 01″ С; 21° 36′ 33″ И / 44.1835016° С; 21.6092756° И
Крупајско врело се налази у источној Србији испод западног кречњачког одсека Бељанице, са десне стране Крупајске реке, на надморској висини од 220 м. Смештено је у атару села Милановца, удаљеном од Жагубице око 35 km.

## Положај и карактеристике
Ово врело спада у групу крашких врела, а температура воде креће се од 9–11 °C. Врело је при дну амфитеатралног облика стрмих, местимично вертикалних страна. Поток врела, односно врелска отока укупне дужине 435 метара, прво отиче према северу на дужини од 130 метара, а затим скреће према западу и после неких 300 метара улива се у Крупајску реку. Због изградње бране на отоци врела високе око 3 метра врело данас има изглед издуженог језерца дужине 40 и ширине 17 метара чија се вода атрактивним водопадом прелива преко круне ове уставе.
Спелеоронилачким проучавањима у 1998. години, која представљају изванредни истраживачки подухват, откривено је постојање преко 70 м дубоког инверзног крака пећинског сифона којим воде врела доспевају из кречњачког масива Бељанице.
Од бране до млина, врелски поток тече кроз кречњачку сутјеску стрмих страна и слаповитог корита. Хидролошки режим врела и његова издашност нису довољно испитани. Као и већина крашких извора, ово врело се одликује великим променама издашности у току једне године, а поготову у вишегодишњем периоду. Код зграде млина, налази се бетонска чесма са пет металних цеви на којима истиче топла вода температуре 26 °C и издашности 6–10 лит/сек. Ова вода потиче из природног термалног извора који је каптиран и подземно спроведен до чесме. Десетак метара од чесме је друга термална појава представљена извором у облику минијатурног водоскока који је настао на самоизливној геолошкој бушотини.
Крупајско врело и амбијент у околини од 9 ha су заштићени као споменик природе од националног значаја Републике Србије. Споменик природе „Крупајско врело“, установљен је уредбом Владе Републике Србије (Службени гласник РС, бр. 9/95), а на основу Закона о заштити животне средине, за заштићено природно добро од изузетног значаја представља један од најјачих крашких извора у Србији и по морфологији свог изворишта, хидролошким функцијама и пратећим природним обележјима припада групи најрепрезентативнијих гравитационих врела.